# Przystań przy Hali Targowej we Wrocławiu
Przystań przy Hali Targowej (niem. Dampferabfahrtsstelle, także Przystań parowców odrzańskich, Przystań Piaskowa, Przystań Targowa, Złota Kaczka) – przystań we Wrocławiu położona przy Bulwarze Xawerego Dunikowskiego, w rejonie Hali Targowej. 

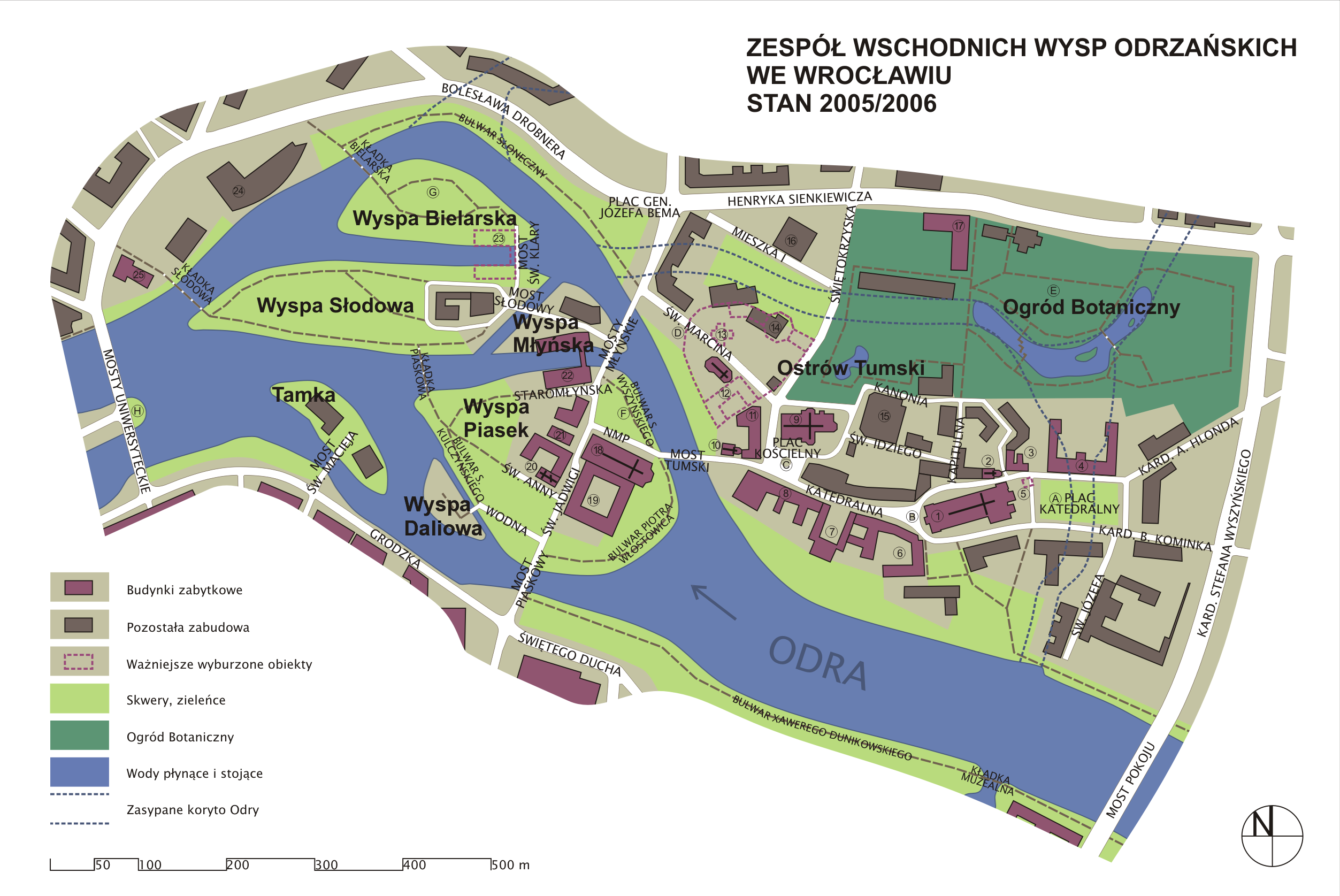
Zespół wysp odrzańskich we Wrocławiu

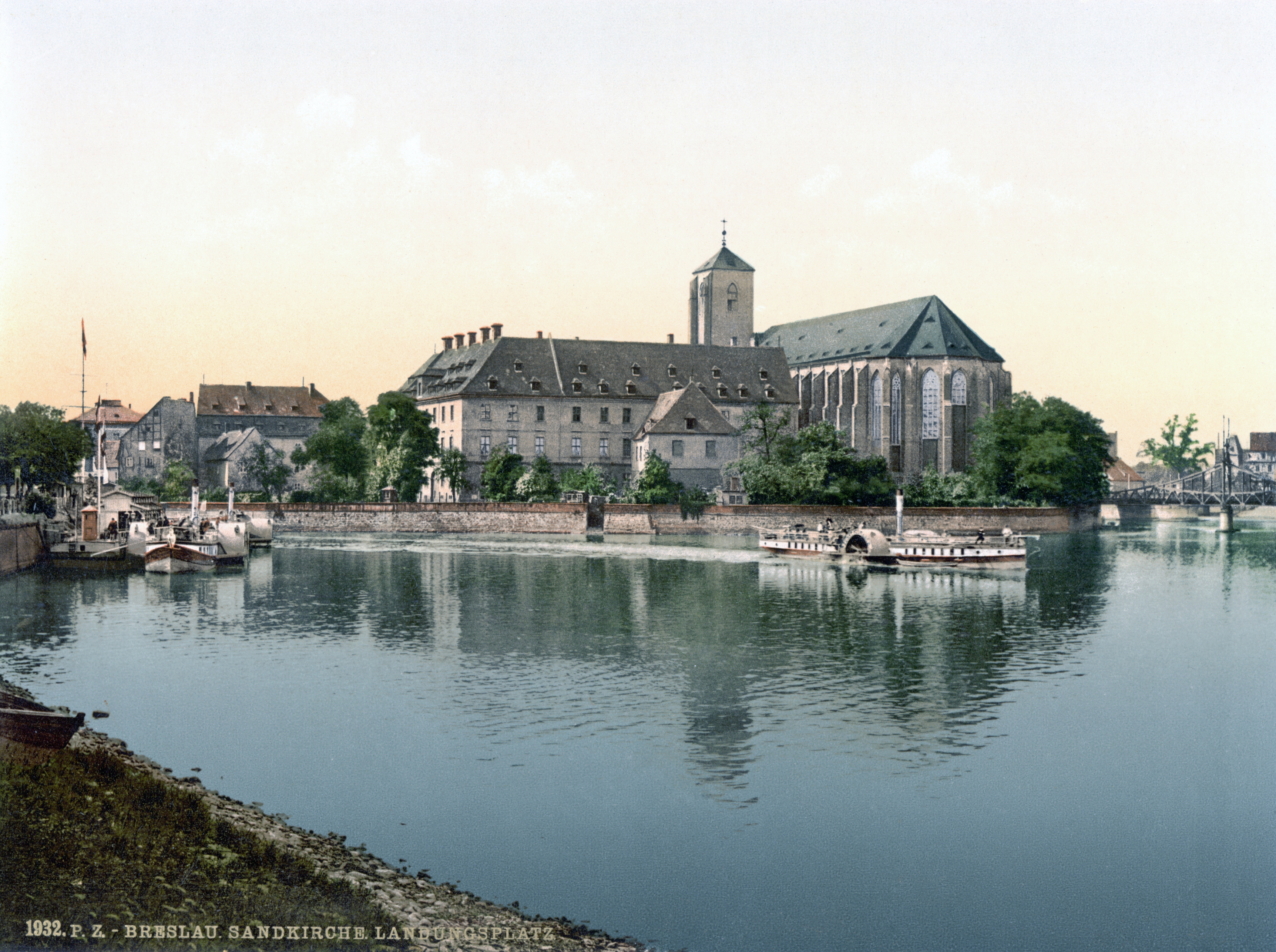
przystań (między 1890 a 1900 r.)

Przystań położona jest na rzece Odra – jej śródmiejskiej odnodze – na lewym brzegu rzeki, przed miejscem jej rozdzielenia się na dwie odnogi rzeki: Odrę Północną i Odrę Południową. Poniżej przystani przez odnogę południową przerzucony jest Most Piaskowy. Łączy on teren Starego Miasta z Wyspą Piasek, na której leży inna przystań – Przystań Kardynalska.
W XIX wieku i początkach XX wieku, przystań ta odgrywała rolę portu parowców, na potrzeby obsługi ruchu: zarówno pasażerskiego jak i transportu towarowego.

Współcześnie w rejonie dawnego nabrzeża reaktywowano przystanie na potrzeby rejsów wycieczkowych białej floty. W sezonie żeglugowym organizowane są regularne rejsy do Przystani Zwierzynieckiej, a także inne, np. do Przystani Rancho. 

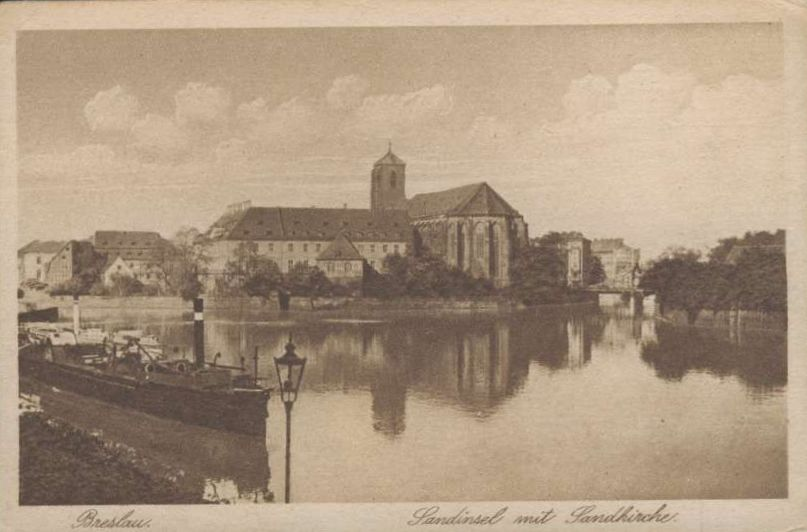
Przystań parowców odrzańskich